# Chaudfontaine
Chaudfontaine es un municipio de Valonia ubicado en la Provincia de Lieja. El 1 de enero de 2019, Chaudfontaine tenía una población total de 20.800 personas. El área total es de 25.52 km², lo que le da una densidad de población de 815 habitantes por km².
En su término municipal hay varios manantiales, algunos de aguas débilmente mineralizadas. Otros manantiales se dedican a los baños termales.
También se encuentra en Chaudfontaine, el fuerte de Chaudfontaine, parcialmente destruido en la Segunda Guerra Mundial.
Entre 1826 y 1830 residió en Chaudfontaine el emigrado español Juan Van Halen que en 1830 habría de ser Comandante en Jefe de las Fuerzas Activas de Bélgica, en la revolución que dio la independencia al país y puso en el trono a Leopoldo I, primer rey de los belgas. Van Halen se encontró por primera vez en Chaudfontaine con Charles Rogier, que sería ministro y varias veces Primer ministro de Bélgica, y que fue quien presentó al militar emigrado español al Gobierno Provisional y quien le apadrinó como jefe militar de la revolución Una placa en bronce con una inscripción alusiva recuerda el encuentro entre Van Halen y Rogier, dos personajes relevantes en la historia belga.      
Algunas de sus empresas más conocidas son  las aguas minerales Chaudfontaine y la fábrica de chocolate Galler (en  Vaux-Sous-Chèvremont).

## Geografía
Se encuentra ubicada al este del país, cerca de la ciudad de Lieja y esta bañada por el río Vesdre.

### Secciones del municipio
El municipio comprende los antiguos municipios, que se fusionaron en 1977:
| - Chaudfontaine - Embourg - Beaufays - Vaux-sous-Chèvremont |

### Pueblos y aldeas del municipio
Ninane

## Demografía

### Evolución
Todos los datos históricos relativos al actual municipio, el siguiente gráfico refleja su evolución demográfica, incluyendo municipios después de efectuada la fusión el 1 de enero de 1977.
| Gráfica de evolución demográfica de Chaudfontaine entre 1846 y 2019 |
|                                                                     |

## Imágenes

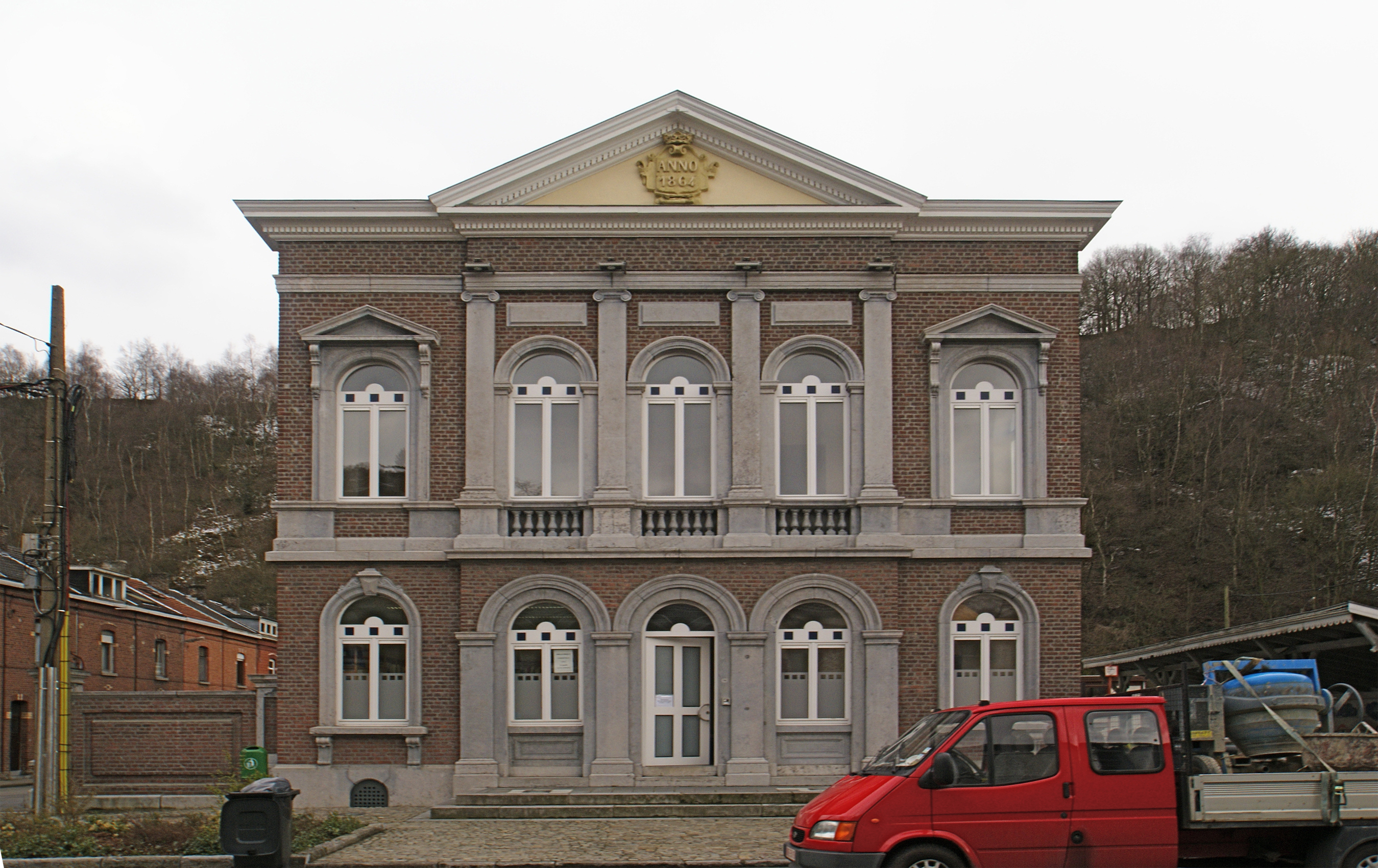
Escuela municipal
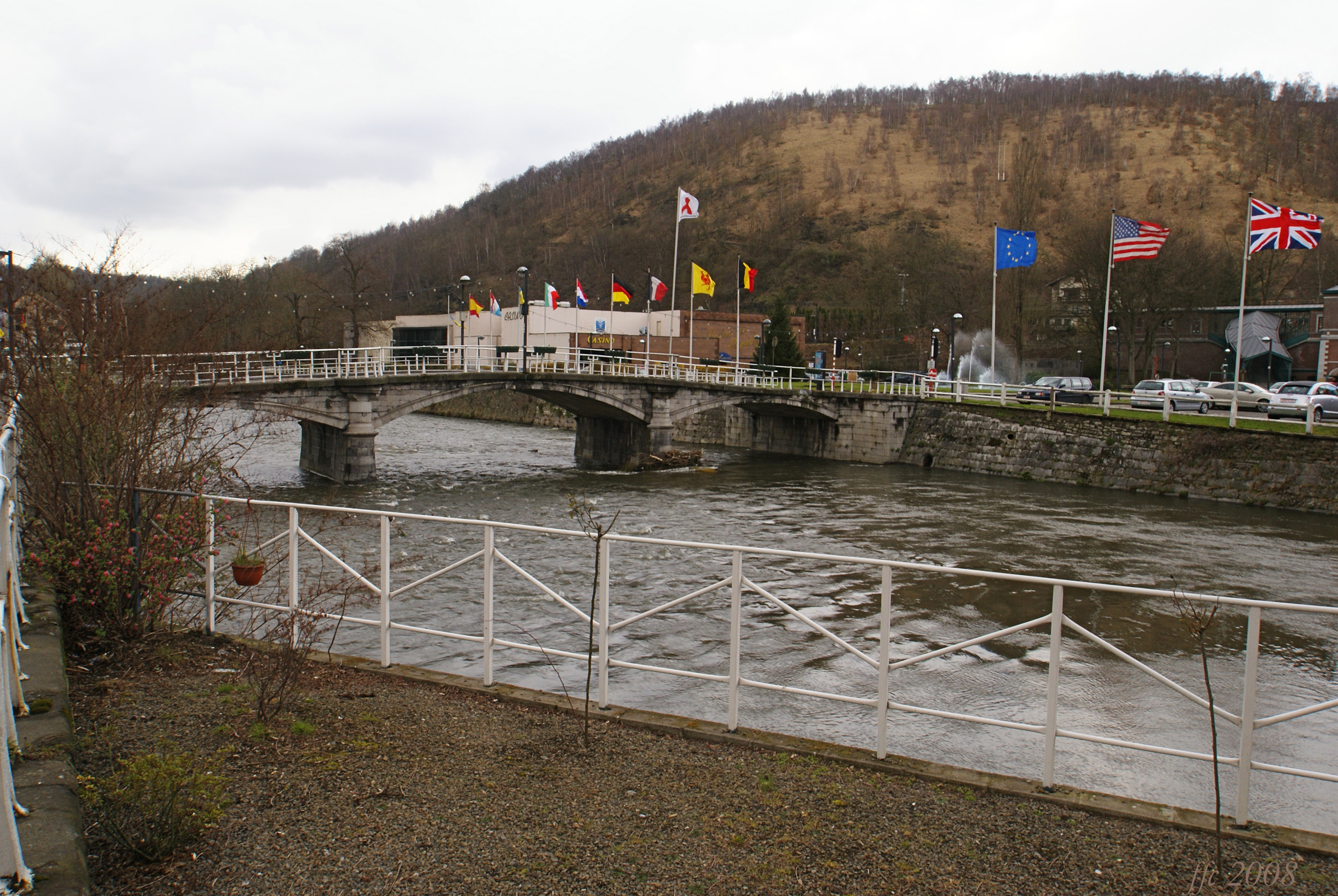
Puente sobre el río Vesdre y el casino en segundo plano
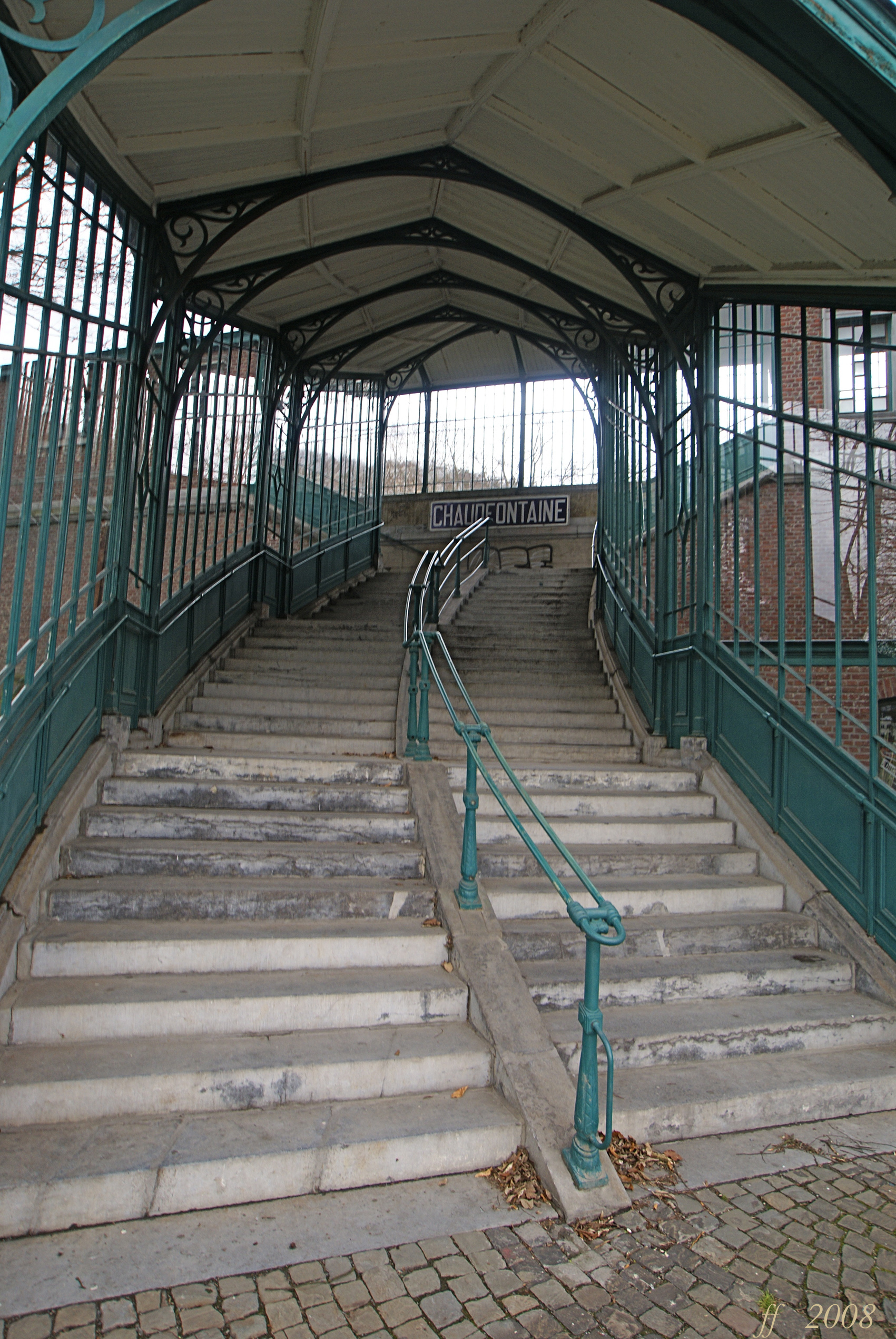
Escaleras de la estación de ferrocarril
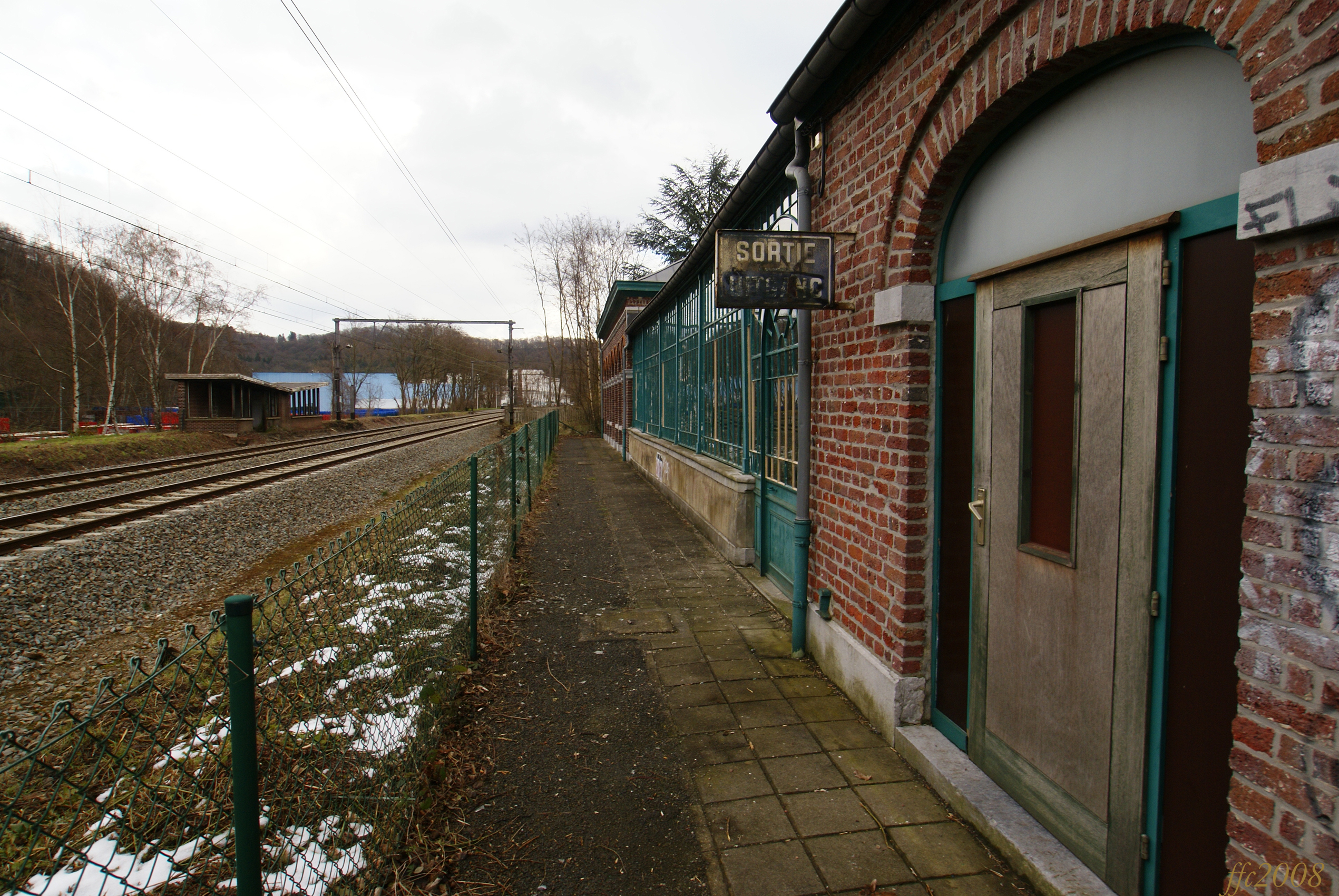
Vía abandonada en la estación de ferrocarril
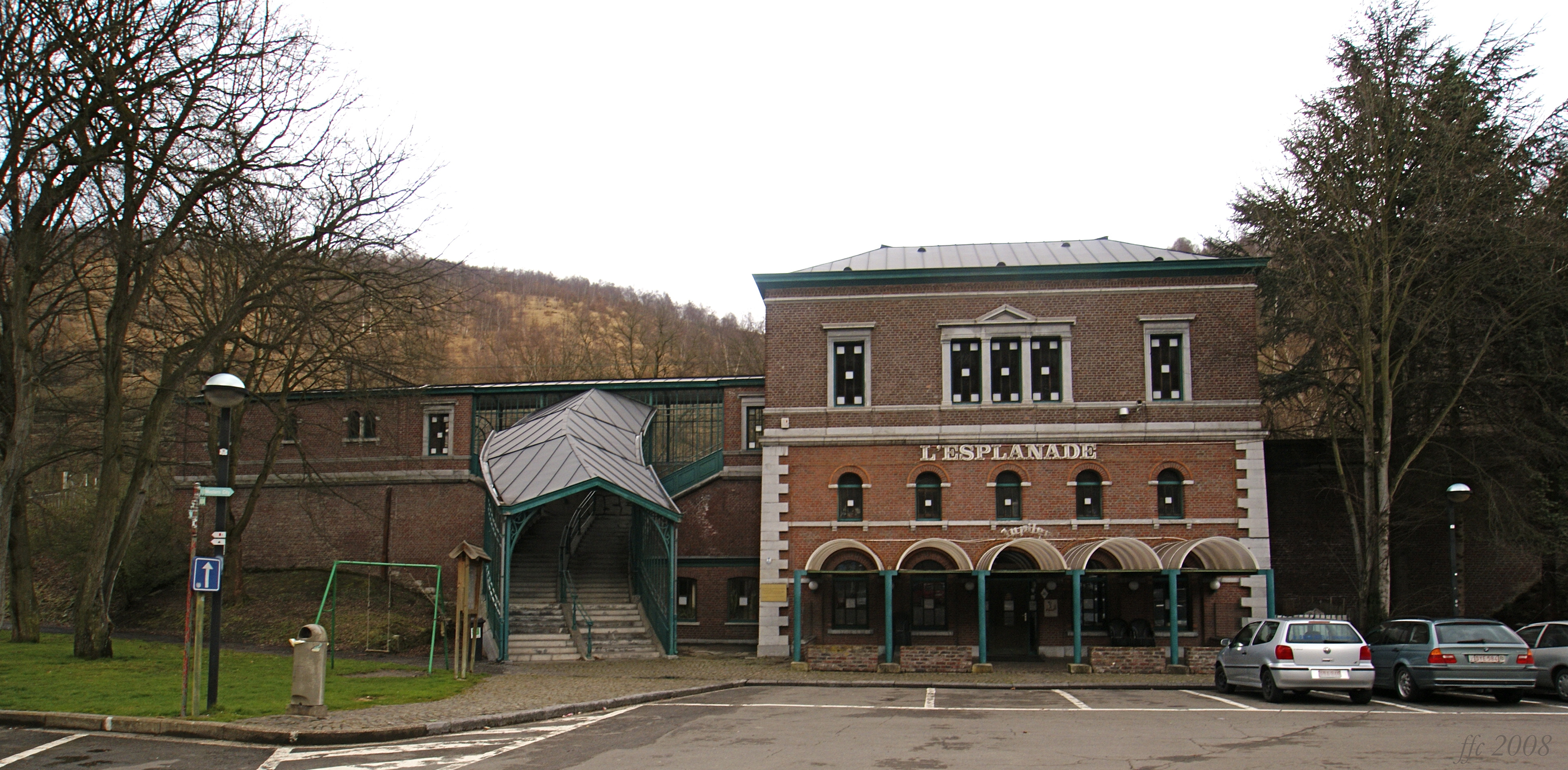
Fachada principal de la estación de ferrocarril
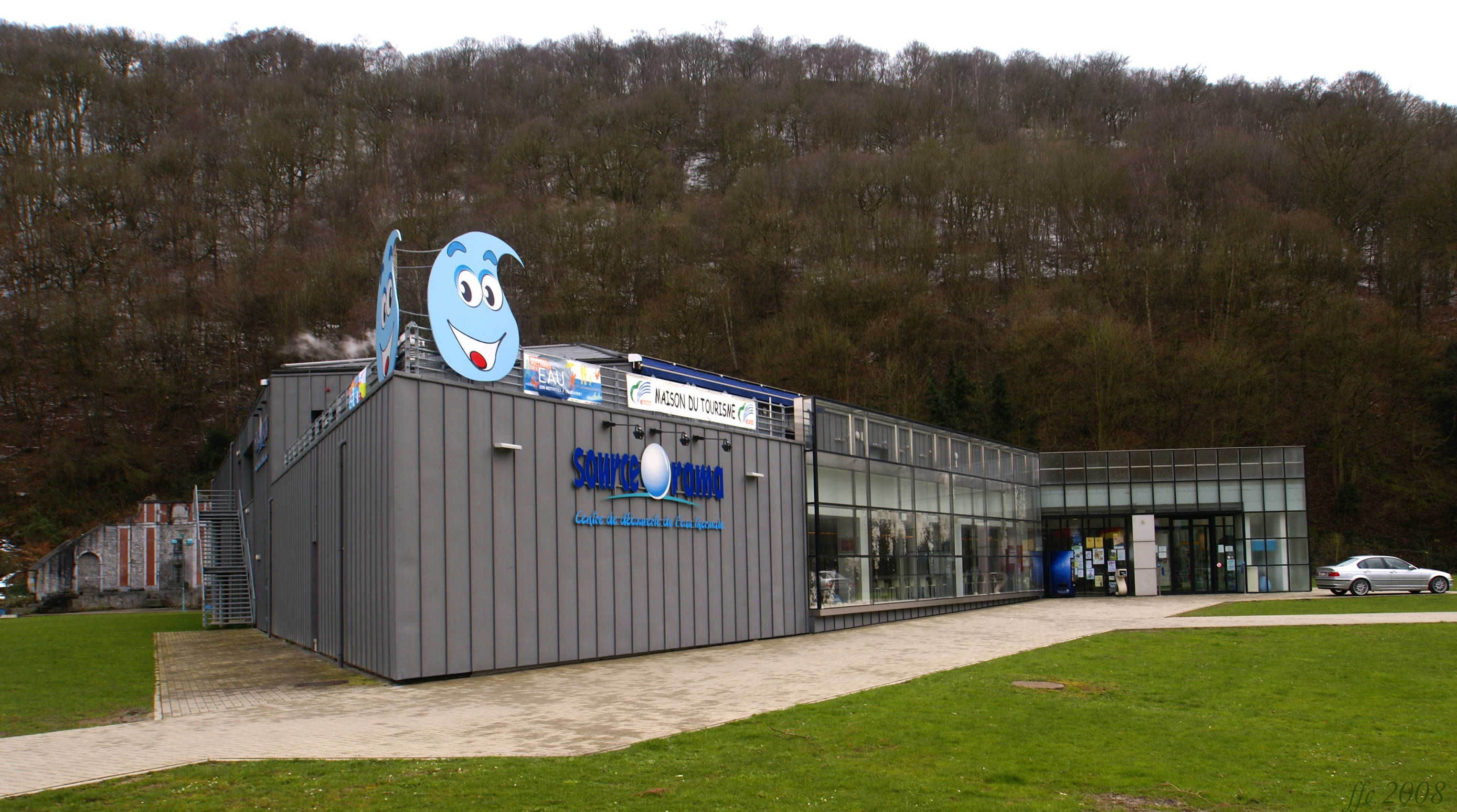
SourceOrama
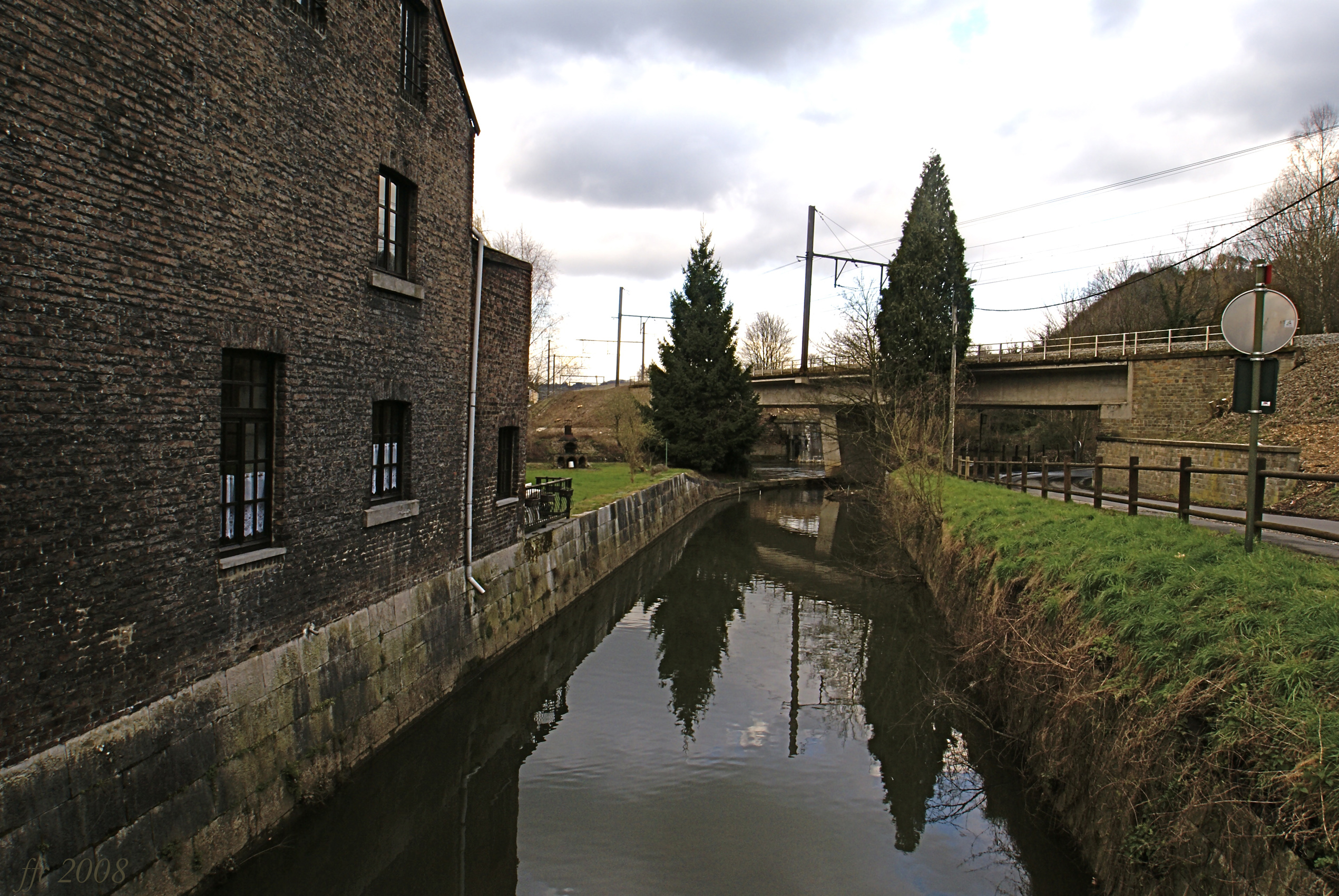
El río y el molino de Hauster
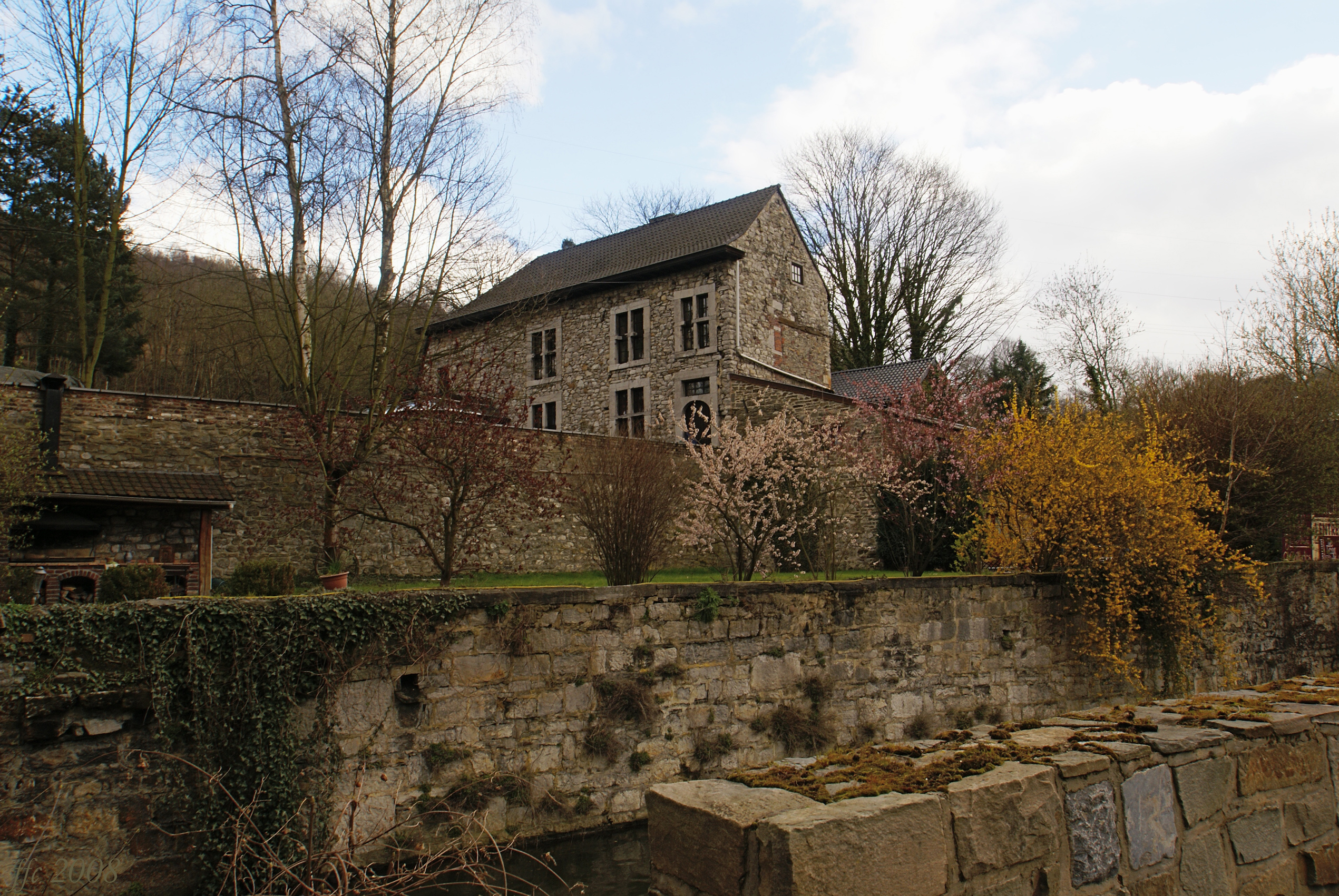
Casa antigua en Hauster
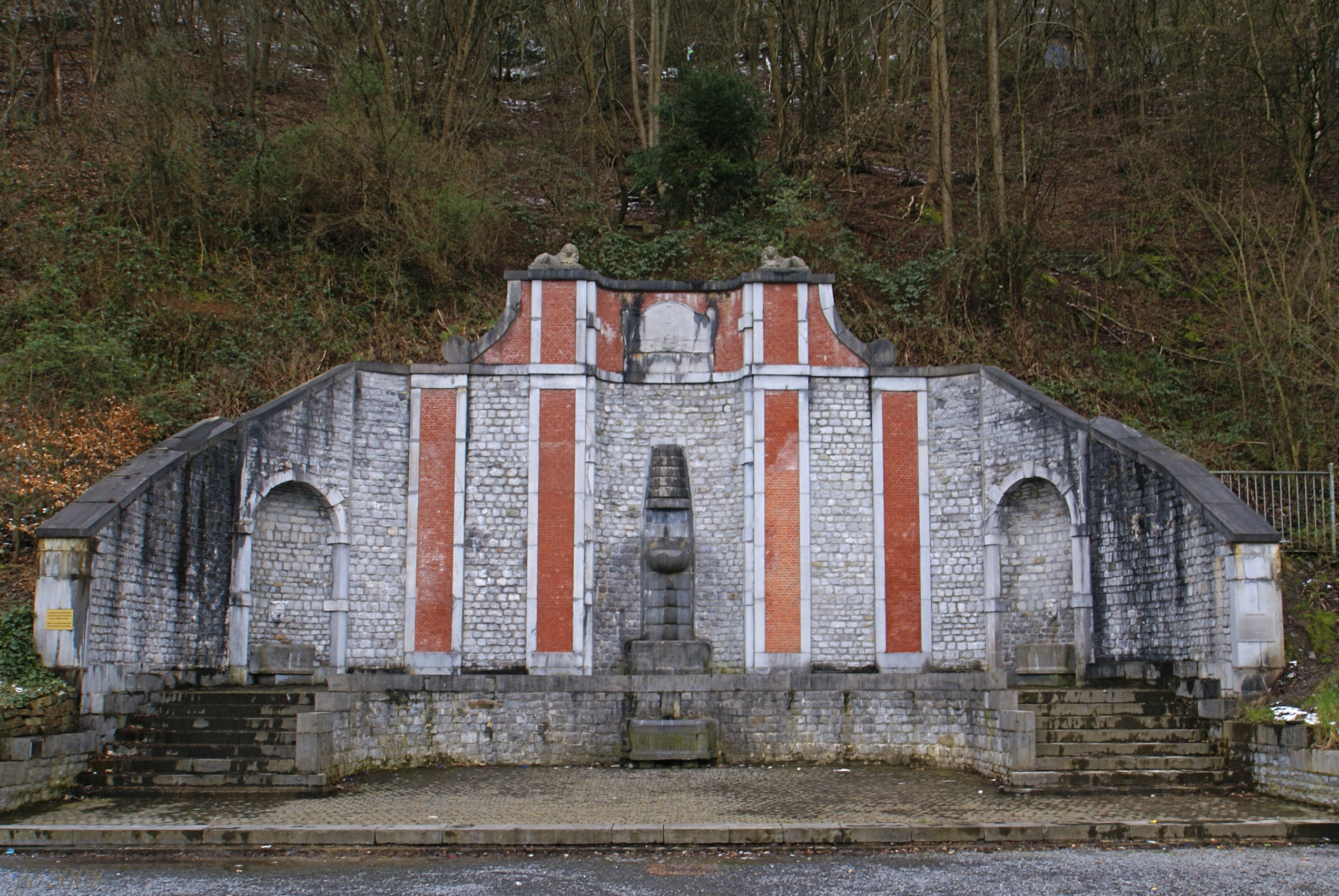
Las "Belles Fontaines"
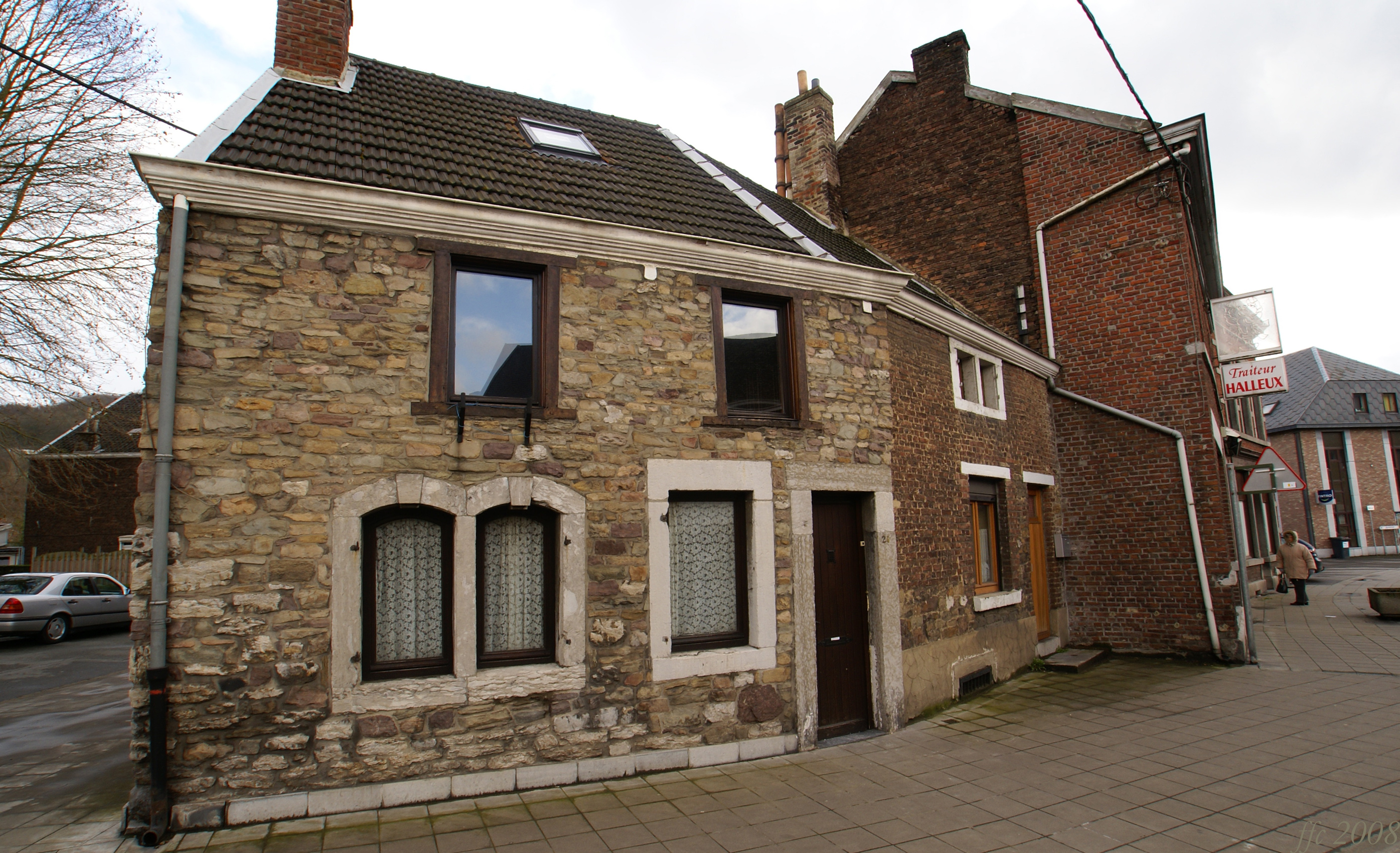
Plaza Théodore Foguenne de Vaux-sous-Chèvremont
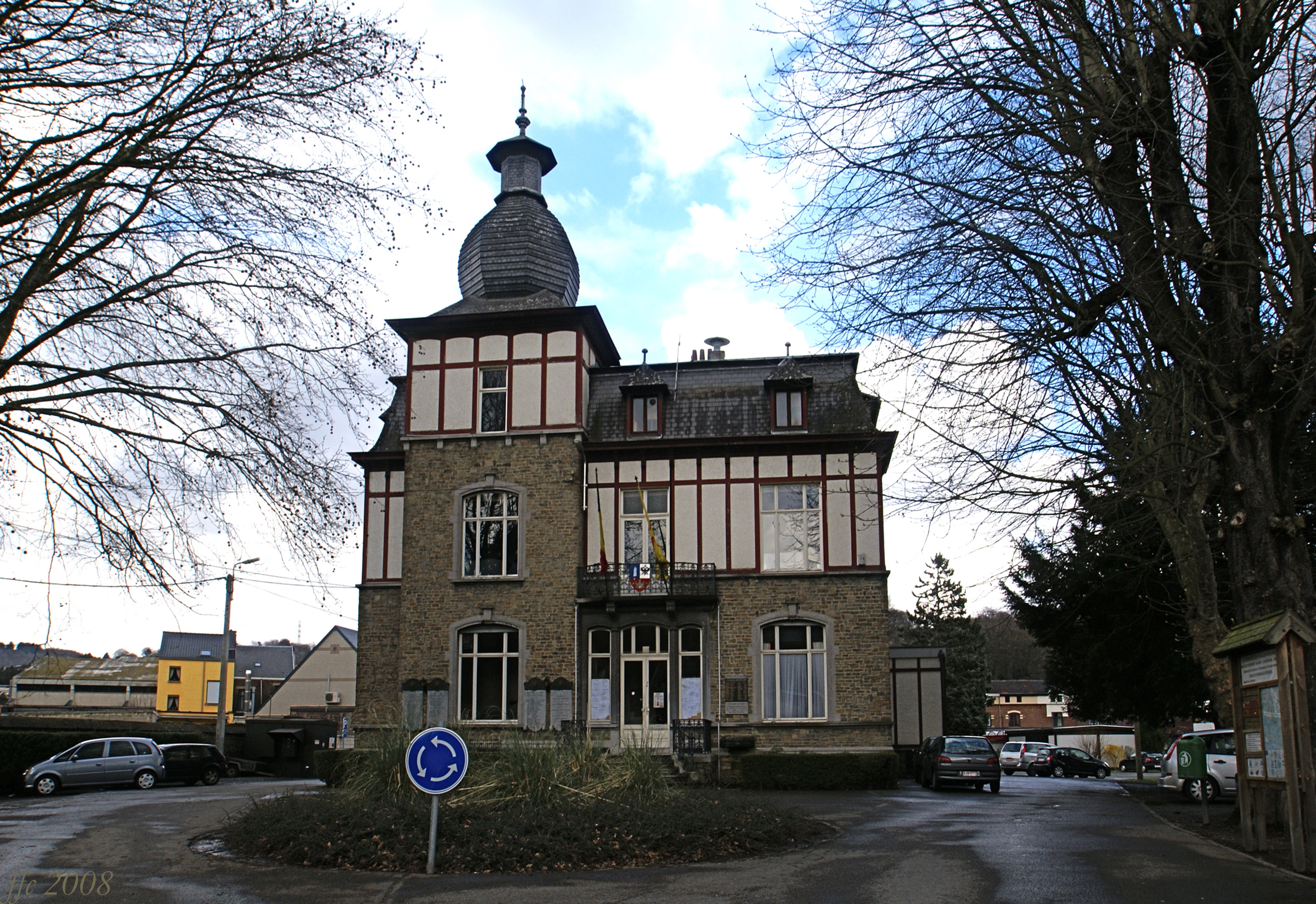
El Ayuntamiento  antiguo
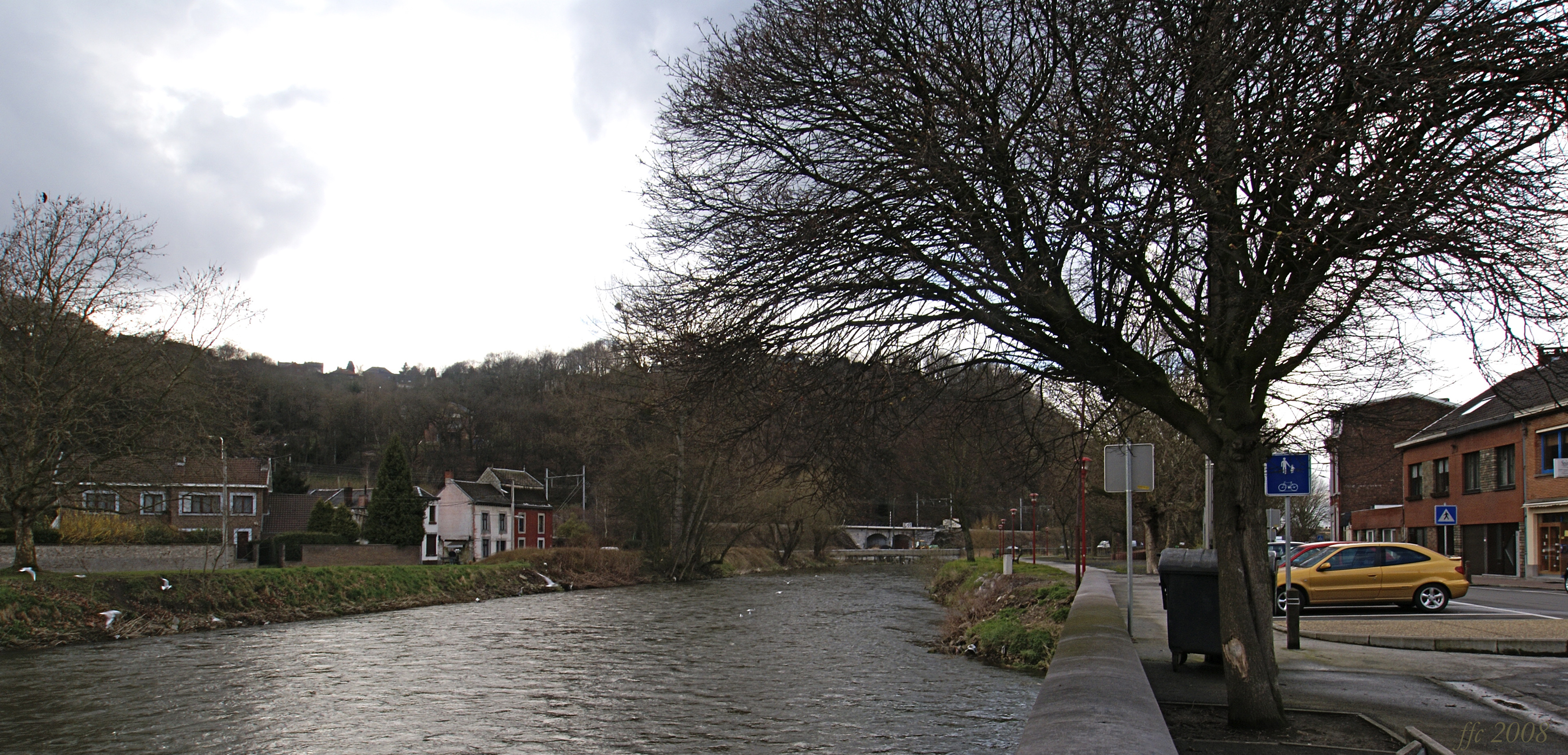
El río Vesdre a su paso por el centro de Vaux-sous-Chèvremont
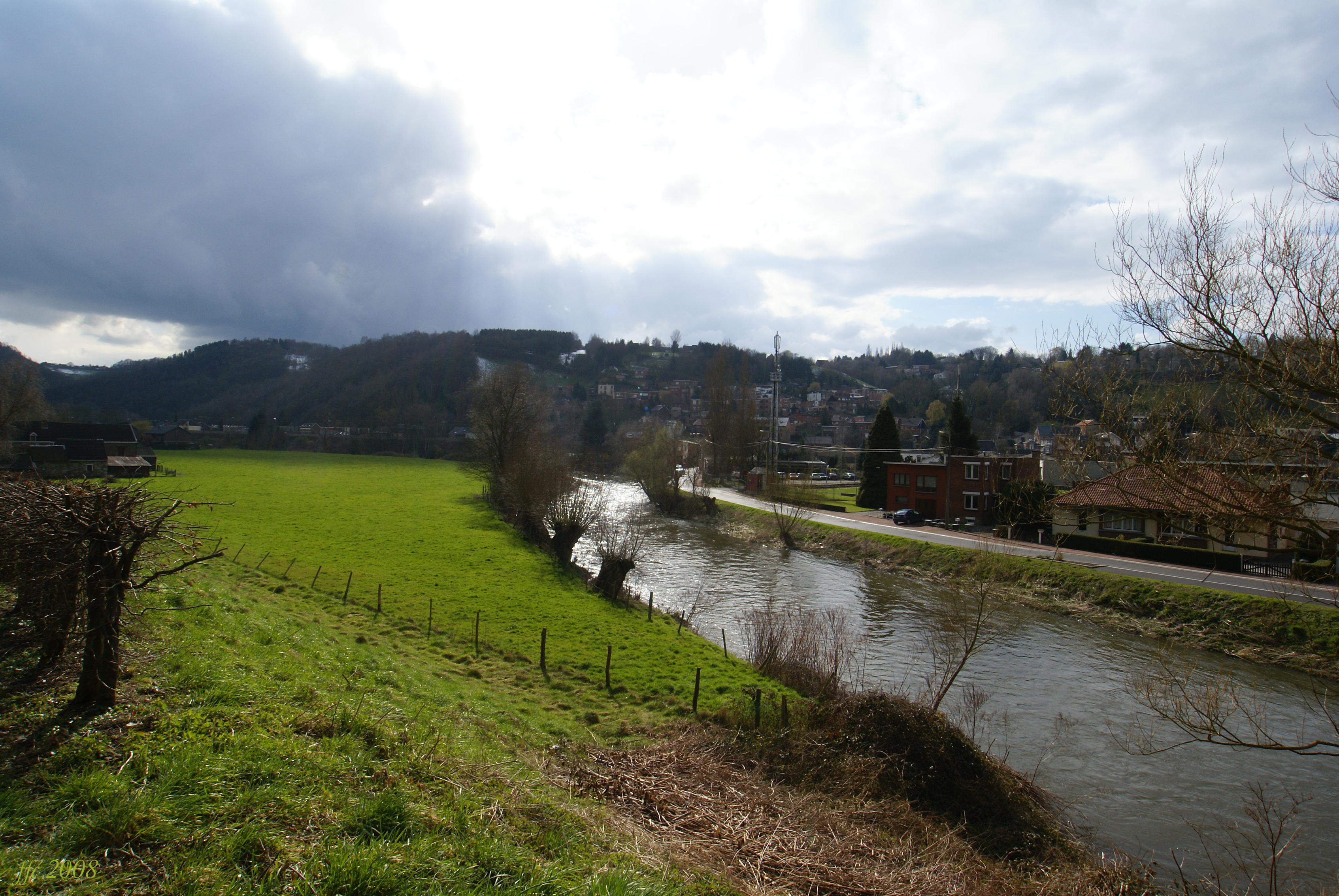
El río Vesdre entre Vaux y Hauster